# Tardos
Tardos (ungerska: Tardosbánya) är en ort i Ungern.   Den ligger i provinsen Komárom-Esztergom, i den nordvästra delen av landet, 50 km väster om huvudstaden Budapest. Tardos ligger 304 meter över havet och antalet invånare är 1 625.
Terrängen runt Tardos är huvudsakligen kuperad, men åt sydost är den platt. Runt Tardos är det ganska tätbefolkat, med 78 invånare per kvadratkilometer. Närmaste större samhälle är Tatabánya, 9,4 km söder om Tardos. I omgivningarna runt Tardos växer i huvudsak lövfällande lövskog.